# Litkei József
Litkei József (Jászberény, 1924. március 14. – Budapest, 1988. január 24.) magyar festő, grafikus. Fábián Rózsa képzőművész férje, a Magyar Iparművészeti Főiskola tanára.

## Életpályája
Cseh Miklóssal és Nagy Lászlóval együtt 1947-ben megalapította a Dési Huber István Népi Kollégiumot. 1951-ben végzett a Képzőművészeti Főiskolán, ahol Bernáth Aurél, Bencze László és Pór Bertalan voltak a mesterei. 
A Magyar Iparművészeti Főiskolán volt előbb a festő-, majd a szobrász szakon alakrajztanár.
Mint képzőművész, főleg akvarelleket, rézkarcokat, grafikákat és metszeteket alkotott.
Feleségével, Litkeiné Fábián Rózsával 1979-től haláláig Budapest X. kerületében egy műteremmel ellátott családi házban élt.

## Tanítványai
- Schrammel Imre

## Egyéni kiállításai
- 1956 • Nagy Balogh Alkotóközösség
- 1964 • Fényes Adolf-terem
- 1965 • Jászberényi Tanítóképző Főiskola • Jász Múzeum, Rákosliget
- 1977 • Műcsarnok

## Részvétele csoportos kiállításokon (válogatás)
- 1950–65 • Magyar Képzőművészeti Kiállítások, Műcsarnok
- 1968 74 • Orsz. Akvarell B., Eger
- 1949 • Ifjúsági Képzőművészeti Kiállítás (VIT), FK
- 1952 • Tavaszi Tárlat, Műcsarnok
- 1953 • Békeplakát és 5 éves terv grafikai kiállítás, Ernst Múzeum
- 1954 • Magyar Kisplasztikai és Grafikai Kiállítás, Ernst M.
- 1955 • Fiatal Képzőművészek és Iparművészek Kiállítása, Ernst M.;
- 1957 • Tavaszi Tárlat, Műcsarnok
- 1961• Kisgrafika, Fényes Adolf-terem
- 1964 • Dolgozó emberek között, Ernst M.
- 1965 • III. Orsz. Grafikai B., Miskolc
- 1966 • Állami Képzőművészeti Vásárlások Kiállítása, Műcsarnok
- 1968 • 4. Balatoni Nyári Tárlat, Balatoni M., Keszthely
- 1971 • VI. Orsz. Grafikai B., Miskolc
- 1980 • József A. Műv. Közp., Sárbogárd
- 1981 • Műcsarnok.

## Díjai, elismerései
- A FKMS által 1958-ban kiírt ex libris pályázaton I. díjat nyert,
- Az Iparművészeti Vállalat 1970-ben megrendezett kiállításán domborított bőrdobozával nyert díjat
- A Budavári Palotában 1972-ben rendezett Centenáriumi ajándéktárgyak kiállításon bőrdomborítású faliképével I. díjat nyert;
- Munkaérdemrend Arany Fokozat,
- Oktatásügy Kiváló Dolgozója.